# Xian de Taiqian
Le xian de Taiqian (台前县 ; pinyin : Táiqián Xiàn) est un district administratif de la province du Henan en Chine. Il est placé sous la juridiction de la ville-préfecture de Puyang.

## Démographie
La population du district est de 338 662 habitants en 1999.